# Saint-Christophe-et-Niévès aux Jeux olympiques d'été de 2004
Saint-Christophe-et-Niévès a participé aux Jeux olympiques d'été de 2004 à Athènes.

## Athlètes engagés
Engagé en athlétisme :
- Tiandra Ponteen (400 m)
- Kim Collins (100 m)